# Moussa Sinko Coulibaly
Pour les articles homonymes, voir Coulibaly.
Moussa Sinko Coulibaly, né à Bamako le 14 juillet 1972, est un général et homme politique malien. Officier instructeur, il est nommé ministre de l’Administration territoriale, de la Décentralisation et de l'Aménagement du Territoire après le coup d'État du 21 mars 2012. Il se rapproche ensuite du président Ibrahim Boubacar Keïta (IBK) qui le maintient à son poste jusqu'en 2014. Il se lance dans une carrière politique indépendante à partir de décembre 2017.

## Biographie
Il est ministre de l’Administration territoriale, de la Décentralisation et de l’Aménagement du territoire dans le Gouvernement Cheick Modibo Diarra 2 formé le 20 août 2012. Il organise à ce titre l'élection présidentielle malienne de 2013. Il est nommé général de brigade le 14 août 2013 par le président Dioncounda Traoré. Initialement proche du nouveau président IBK, il n'est pas reconduit dans le Gouvernement Mara le 12 avril 2014.
Le 3 décembre 2017, il démissionne de l'armée et se lance en politique.
En 2018, il accuse le gouvernement d'avoir trop misé sur les milices au lieu de réformer l'armée. Il dénonce également la corruption au sein de la hiérarchie militaire.

## Sources
- « Biographie de Moussa Sinko Coulibaly sur le site de la Primature »